# Iran vid världsmästerskapen i friidrott 2023
Iran tävlade vid världsmästerskapen i friidrott 2023 i Budapest i Ungern mellan den 19 och 27 augusti 2023.

## Resultat
Irans trupp bestod av två idrottare.

### Herrar
Gång- och löpgrenar
| Idrottare      | Gren      | Försöksheat | Försöksheat | Semifinal        | Semifinal        | Final            | Final            |
| Idrottare      | Gren      | Resultat    | Placering   | Resultat         | Placering        | Resultat         | Placering        |
| -------------- | --------- | ----------- | ----------- | ---------------- | ---------------- | ---------------- | ---------------- |
| Hassan Taftian | 100 meter | 10,17       | 5           | Gick inte vidare | Gick inte vidare | Gick inte vidare | Gick inte vidare |

### Damer
Gång- och löpgrenar
| Idrottare       | Gren      | Försöksheat | Försöksheat | Semifinal        | Semifinal        | Final            | Final            |
| Idrottare       | Gren      | Resultat    | Placering   | Resultat         | Placering        | Resultat         | Placering        |
| --------------- | --------- | ----------- | ----------- | ---------------- | ---------------- | ---------------- | ---------------- |
| Farzaneh Fasihi | 100 meter | 11,63       | 7           | Gick inte vidare | Gick inte vidare | Gick inte vidare | Gick inte vidare |